# Welcome to the Black Parade
«Welcome to the Black Parade» — первый сингл из альбома The Black Parade американского квинтета из Нью-Джерси My Chemical Romance. В Великобритании сингл был выпущен 9 октября и стал их первым британским синглом #1. Он также возглавил хит-парад в категории Modern Rock журнала Billboard.

## Музыкальное видео
Режиссёром видео стал Сэмюэль Байер, известный по работе с Nirvana и Green Day. Клип был выпущен 26 сентября 2006 года в Великобритании и Канаде и 27 сентября 2006 года в США.
Все костюмы были разработаны художницей по костюмам Коллин Этвуд (лауреатом премии «Оскар», известной также по частому сотрудничеству с Тимом Бёртоном).
Обложкой для сингла является сцена из видео с человеком в центре нижней части. Он в окружении двух женщин под названием «Страх» и «сожаление» с макияжем эпохи Three Cheers for Sweet Revenge. Действие в клипе перемещается из больницы в сюрреалистический городской пейзаж, с пеплом обломков, чёрным снегом и разрушенными зданиями. В видео 4 главных героя. «Пациент» (англ. The Patient) (исполненный Лукасом Хаасом), «Страх» (англ. Fear), «Сожаление» (англ. Regret), и «Мать войны» (англ. Mother War). «Страх» и «Сожаление» — две женщины, которые стоят рядом с кроватью «Пациента» в больнице во время вступления. «Мать войны» — женщина в платье викторианской эпохи и противогазе. Лайза Минелли сыграла роль «Матери войны» в песне «Mama».
Джерард Уэй заявил, что это «окончательное видео для записи», которое «иллюстрирует альбом». В клипе был показан новый образ MCR, который приобрёл множество последователей.

## Список композиций
Version 1 (promotional CD)
| №  | Название                                   | Длительность |
| -- | ------------------------------------------ | ------------ |
| 1. | «Welcome to the Black Parade»              | 5:19         |
| 2. | «Welcome to the Black Parade» (radio edit) | 4:37         |

Version 2 (CD and 7" vinyl)
| №  | Название                      | Длительность |
| -- | ----------------------------- | ------------ |
| 1. | «Welcome to the Black Parade» | 5:11         |
| 2. | «Heaven Help Us»              | 2:56         |

Version 3 (7" vinyl)
| №  | Название                             | Длительность |
| -- | ------------------------------------ | ------------ |
| 1. | «Welcome to the Black Parade»        | 5:11         |
| 2. | «Welcome to the Black Parade» (live) | 5:31         |

Version 4 (CD)
| №  | Название                             | Длительность |
| -- | ------------------------------------ | ------------ |
| 1. | «Welcome to the Black Parade»        | 5:11         |
| 2. | «Heaven Help Us»                     | 2:56         |
| 3. | «Welcome to the Black Parade» (live) | 5:31         |

Version 5 (digital download)
| №  | Название                                                                        | Длительность |
| -- | ------------------------------------------------------------------------------- | ------------ |
| 1. | «Welcome to the Black Parade» (radio edit)                                      | 4:38         |
| 2. | «My Chemical Romance Welcomes You to the Black Parade» (commentary by the band) | 39:28        |

Version 6 (digital download)
| №  | Название                             | Длительность |
| -- | ------------------------------------ | ------------ |
| 1. | «Welcome to the Black Parade» (live) | 5:31         |
| 2. | «Heaven Help Us»                     | 2:56         |

## Чарты
| Чарт                             | #  |
| -------------------------------- | -- |
| U.S. Hot 100                     | 13 |
| Modern Rock Tracks               | 1  |
| Mainstream Rock Tracks           | 34 |
| UK Singles Chart                 | 1  |
| French Singles Chart             | 1  |
| ARIA Charts (Australia)          | 17 |
| Argentina Hot 100                | 1  |
| New Zealand Top 40 Singles Chart | 1  |
| Czech IFPI Chart                 | 6  |
| Irish Singles Chart              | 12 |
| Italy Singles Chart              | 28 |